# Диэтилтриптамин
Диэтилтриптамин или DET — психоактивное вещество семейства триптаминов. Структурно DET является замещённым триптамином, схожим по строению с DMT и 4-HO-DET. Однако, несмотря на его структурное сходство с DMT, его активность индуцируется пероральной дозой около 50-100 мг без помощи ингибиторов МАО, и эффект длится около 2-4 часов.

## История
Самыми первыми наркотик обнаружили южноамериканские индейцы. Они использовали расстения содержащие диэтилтриптамин для обрядов.
Впервые ДЕТ был синтезирован в Англии в 1930-х годах, но не нашел применения в медицинской практике из-за негативного воздействия на организм.
В 1946 году диметилтриптамин был получен из корня мимозы в Бразилии. Новое вещество получило название «Нигерин» . Подробные исследования были проведены в конце 20 века. Американский психиатр Страссман доказал, что диметилтриптамин наркотик содержится и в мозге человека. Состояние людей после его употребления он описал в книге «Молекула духа».
В 21ом веке вещество стало использоваться в качестве наркотика. Производители наркотических средств добавляют в ДЕТ химические добавки, чтобы сделать его более доступным для молодых людей.

## Физические свойства
Диэтилтриптамин в чистом виде представляет собой кристаллы белого или жёлтого цвета. Молярная масса составляет 216,32г/моль. Малорасстворим в воде. Расстворим в спиртах.

## Химия
DET является аналогом рядового галлюциногена семейства триптаминов N,N-диметилтриптамина или DMT.
Его использовали вместе с мицелием Psilocybe cubensis для производства синтетических химических веществ 4-PO-DET (этоцибин) и 4-HO-DET (этоцин), в отличие от встречающиеся в природе 4-PO-DMT (псилоцибин) и 4-HO-DMT (псилоцин) . Выделение алкалоидов привело к 3,3% 4-HO-DET и 0,01-0,8% 4-PO-DET.

## Биология
ДМТ содержится в растениях, произрастающих в Южной Америке: листьях зеленой психотрии, мимозе тенуйфлора, дереве вирола и др. Современные технологии позволяют синтезировать из них наркотик.
Диэтилтриптамин в небольшом количестве присутствует в организме каждого человека. Вещество вырабатывается в эпифизе в небольших количествах во время фазы быстрого сна и, по мнению специалистов, влияет на возниктовение сновидений.
ДМТ активирует серотониновые рецепторы, участвует в регуляции работы не только нервной системы, но и организма в целом. Именно взаимодействием с транс-амин-ассициированным рецептором объясняется его психоделический эффект.

## Правовой статус
На международном уровне DET является препаратом Списка I в соответствии с Конвенцией о психотропных веществах.

### Австралия
DET считается запрещенным веществом Списка 9 в Австралии согласно Стандарту ядов (октябрь 2015 г.). Вещество, включенное в Список 9, относится к веществам, производство, владение, продажа или использование которых должно быть запрещено законом, за исключением случаев, когда это требуется для медицинских и научных исследований, для аналитических, или учебных целей с согласия Содружества и / или государственных или территориальных органов здравоохранения.